# Морська ізотопна стадія

5-мільйонна історія

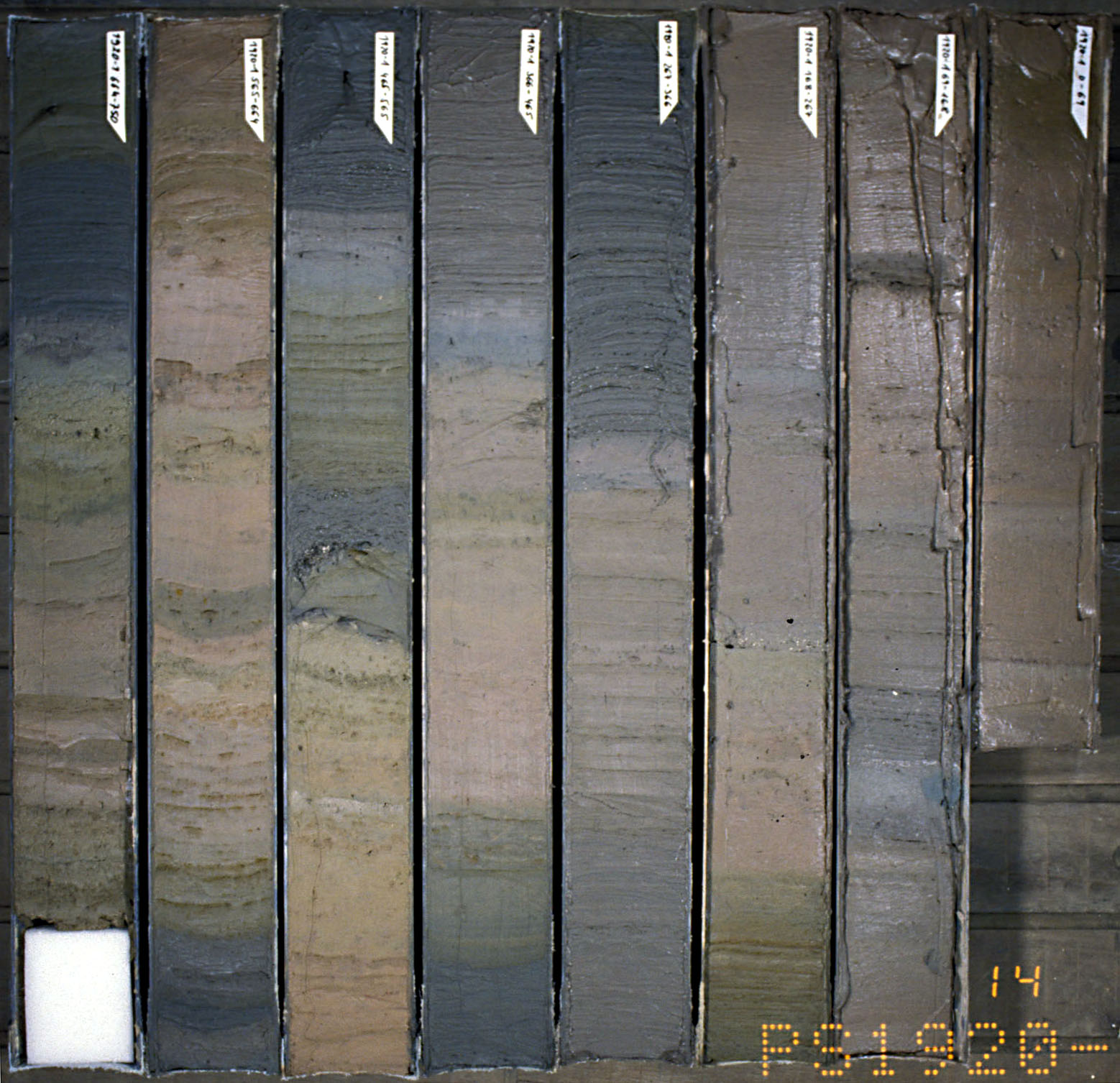
Розділи кернів осадових відкладень з Гренландії

Морські ізотопні стадії (MIS), морські киснево-ізотопні стадії або ізотопні стадії кисню (OIS) — чергування теплих і прохолодних періодів у палеокліматі Землі, виведені з даних ізотопів кисню, отриманих із глибоководних проб керна. У зворотному напрямку від сьогодення, яке є MIS 1 у шкалі, стадії з парними номерами мають високий рівень кисню-18 і представляють холодні льодовикові періоди, тоді як стадії з непарними номерами мають низькі показники кисню-18, що представляють теплі міжльодовикові проміжки. Дані отримані з залишків пилку та форамініфер (планктону) у вибурених кернах морських відкладень, сапропелях та інших даних, які відображають історичний клімат; вони називаються проксі.
Часова шкала MIS була розроблена на основі новаторської роботи Чезаре Еміліані в 1950-х роках і зараз широко використовується в археології та інших галузях для вираження датування в четвертинний період (останні 2,6 мільйона років), а також для надання найповніших і найкращих даних. для цього періоду для палеокліматології або вивчення раннього клімату Землі, представляючи «стандарт, з яким ми співвідносимо інші записи клімату четвертинного періоду». Робота Еміліані, у свою чергу, залежала від передбачення Гарольда Юрі в статті 1947 року про те, що співвідношення між ізотопами кисню-18 і кисню-16 у кальциті, головному хімічному компоненті раковин та інших твердих частин широкого спектра морських організмів, має змінюватися, залежно від переважаючої температури води, в якій утворився кальцит.
Було виявлено понад 100 стадій, які на цей час сягають приблизно 6 мільйонів років, і в майбутньому масштаб може досягти 15 мільйонів років тому. Деякі етапи, зокрема MIS 5, поділяються на підетапи, наприклад «MIS 5a», де 5 a, c і e є теплими, а b і d холодними. Числова система для посилань на «горизонти» (події, а не періоди) також може бути використана, наприклад, MIS 5.5 представляє пікову точку MIS 5e, а 5.51, 5.52 тощо представляє піки та спади запису в нерухомому стані. більш детальний рівень. Протягом останніх періодів продовжується розробка все більш точного визначення часу.